# Utica (Indiana)
Utica – miasto w Stanach Zjednoczonych, w stanie Indiana, w hrabstwie Clark.